# Spirit in the Dark
Spirit in the Dark är ett musikalbum, av Aretha Franklin, som släpptes 1970 på Atlantic Records. Skivan innehöll två amerikanska hitsinglar; "Don't Play That Song" och titelspåret. "Don't Play That Song" tilldelades senare en Grammy för bästa R&B-framförande av en kvinna. Skivan blev trots det en mindre framgång än hennes tidigare album och det första albumet hon släppte på Atlantic som inte nådde topp-20-placering på Billboard 200. En av de mer prominenta gästmusikerna är gitarristen Duane Allman som medverkar på några av spåren.
Skivan bemöttes positivt av musikkritiker, Robert Christgau gav skivan A i betyg och skivan har 4½ stjärnor av 5 i betyg på webbsidan Allmusic.

## Låtlista
(kompositör inom parentes)
1. "Don't Play That Song (You Lied)" (Ahmet Ertegün, Betty Nelson) - 3:02
2. "The Thrill Is Gone (From Yesterday's Kiss)" (Rick Darnell, Roy Hawkins) - 4:41
3. "Pullin'" (Carolyn Franklin, Jimmy Radcliffe) - 3:38
4. "You and Me" (Aretha Franklin) - 3:34
5. "Honest I Do" (Ewart Abner, Jimmy Reed) - 3:19
6. "Spirit in the Dark" (Aretha Franklin) - 4:03
7. "When the Battle Is Over" (Jessie Hill, Malcolm Rebennack) - 2:43
8. "One Way Ticket" (Aretha Franklin)- 2:52
9. "Try Matty's" (Aretha Franklin) - 2:32
10. "That's All I Want from You" (Fritz Rotter) - 2:44
11. "Oh No Not My Baby" (Gerry Goffin, Carole King) - 2:55
12. "Why I Sing the Blues" (Dave Clark, Riley King) - 3:05

## Listplaceringar
- Billboard 200, USA: #25[2]
- Billboard R&B Albums: #2